# 毛果扁担杆
毛果扁担杆（学名：Grewia eriocarpa）为椴树科扁担杆属下的一个种。

## 扩展阅读
- 維基物種上的相關：毛果扁担杆